# Conflito entre Camboja e Tailândia de 2008–2011
A crise fronteiriça entre Camboja e Tailândia de 2008 a 2011 teve início em junho de 2008 e se estendeu até dezembro de 2011 como parte de uma disputa territorial de longa data entre Camboja e Tailândia, envolvendo a área ao redor do Templo de Preah Vihear, do século XI, nas Montanhas Dângrêk, entre o distrito de Choam Khsant, província de Preah Vihear, no norte do Camboja, e o distrito de Kantharalak, província de Sisaket, no nordeste da Tailândia.
De acordo com o embaixador cambojano nas Nações Unidas, a disputa inicial começou em 15 de julho de 2008, quando cerca de 50 soldados tailandeses avançaram para as proximidades do Pagode Keo Sikhakirisvara, que, segundo ele, estava localizado em território cambojano, a cerca de 300 metros do Templo de Preah Vihear. A Tailândia alegou que a demarcação ainda não havia sido concluída para as partes externas da área adjacente ao templo, que foi considerada cambojana por uma decisão de nove votos a três da Corte Internacional de Justiça (CIJ) em 1962.
Em agosto de 2008, a disputa havia se expandido para o complexo do templo Ta Moan, do século XIII, 153 quilômetros a oeste de Preah Vihear, onde o Camboja acusou tropas tailandesas de ocuparem um complexo de templos que alega estar em terras cambojanas. O Ministério das Relações Exteriores da Tailândia negou que quaisquer tropas tivessem se deslocado para aquela área até que várias foram mortas em um confronto em abril de 2011. Um acordo foi firmado em dezembro de 2011 para a retirada das tropas da área disputada.
Em 11 de novembro de 2013, a CIJ declarou, por decisão unânime, que a sentença de 1962 havia concedido todo o promontório de Preah Vihear ao Camboja e que a Tailândia tinha a obrigação de retirar quaisquer forças militares, policiais ou de guarda tailandesas estacionadas naquela área.  No entanto, rejeitou o argumento do Camboja de que o julgamento também havia concedido a colina de Phnom Trap (três quilômetros a noroeste do templo) ao Camboja, concluindo que não havia feito nenhuma decisão sobre a soberania sobre a colina.